# Сан Ђовани (Л'Аквила)
Сан Ђовани (итал. San Giovanni) је насеље у Италији у округу Л'Аквила, региону Абруцо.
Према процени из 2011. у насељу је живело 553 становника. Насеље се налази на надморској висини од 760 м.